# فرانك لوكوود
فرانك لوكوود (بالإنجليزية: Frank Lockwood)‏ هو مهندس معماري أمريكي، ولد في 1865، وتوفي في 1935.